# 香粧品
香粧品（こうしょうひん）は、香料・化粧品の業界用語で、「香りの製品と化粧品」からの造語である。香粧品香料（フレグランス）は、食品香料（フレーバー）に対し、基本的に食品以外全般に使用される香料を指す。
最近では、香粧品（化粧品）を学問として学べる環境が整いつつある。美容系専門学校のほか、4年制大学では帝京科学大学 生命環境学部 生命科学科 生命・健康コースにおいて、ヒトの心の健康から科学し、生物学の基礎的な知識を得ながら体系的に香粧品（化粧品）を学んでいくカリキュラムが用意されている。卒業後は、大学院への進学や香粧品（化粧品）の研究開発のほか、美容分野などで活躍が期待される。

## 香粧品と香料
狭義には、香水や化粧品、スキンケア製品、トイレタリー製品など、人体に使用したり人体に直接触れる製品を指す。広義には洗濯用洗剤・住居用洗剤や柔軟剤、殺虫剤、事務糊、塗料、芳香剤、ペットシャンプーなど生活用品を含む。外用薬や衣料品、印刷インキ、ガス燃料の付臭剤は広義・狭義の香粧品には含まれないが、香粧品香料が使用される。狭義の香粧品の歯磨剤や洗口液、広義の香粧品の台所洗剤や消しゴムには、安全上食品香料が選択される。

## 歴史
1899年（明治32年）に刊行された『香粧品製造法』で、「香りの製品（香水）」「化粧品」「皮膚摂養品（スキンケア製品）」「毛髪摂養品（ヘアケア製品）」を分類したものが、この用語が使われた最も古い文献と見られている。